# Jacques Barge
Pour les articles homonymes, voir Barge.
Jacques Henri Barge, né à Châteauroux le 30 novembre 1904, mort à Paris le 2 janvier 1979, est un architecte français qui a exercé à Paris de l'entre-deux-guerres aux années 1970. Membre de l'Académie d'architecture.

## Biographie
Élève de Gustave Umbdenstock et de Paul Tournon, architecte diplômé par le gouvernement (DPLG), il fut diplômé des Beaux-Arts en 1923. Il suivit les cours de Marcel Aubert, historien et spécialiste de l'art roman. 
Il envisagea de passer le concours d'architecte en chef des monuments historiques mais la première guerre mondiale l'en empêcha.  Il était architecte conseiller technique auprès du ministère de l'Éducation nationale, compte tenu de ses réalisations importantes d'architecture scolaire et universitaire.
Il expose pour la première fois en 1927 au Salon des artistes français et obtient une mention honorable.
Jacques Barge est le père de l'architecte Monique Barge.

## Principales réalisations

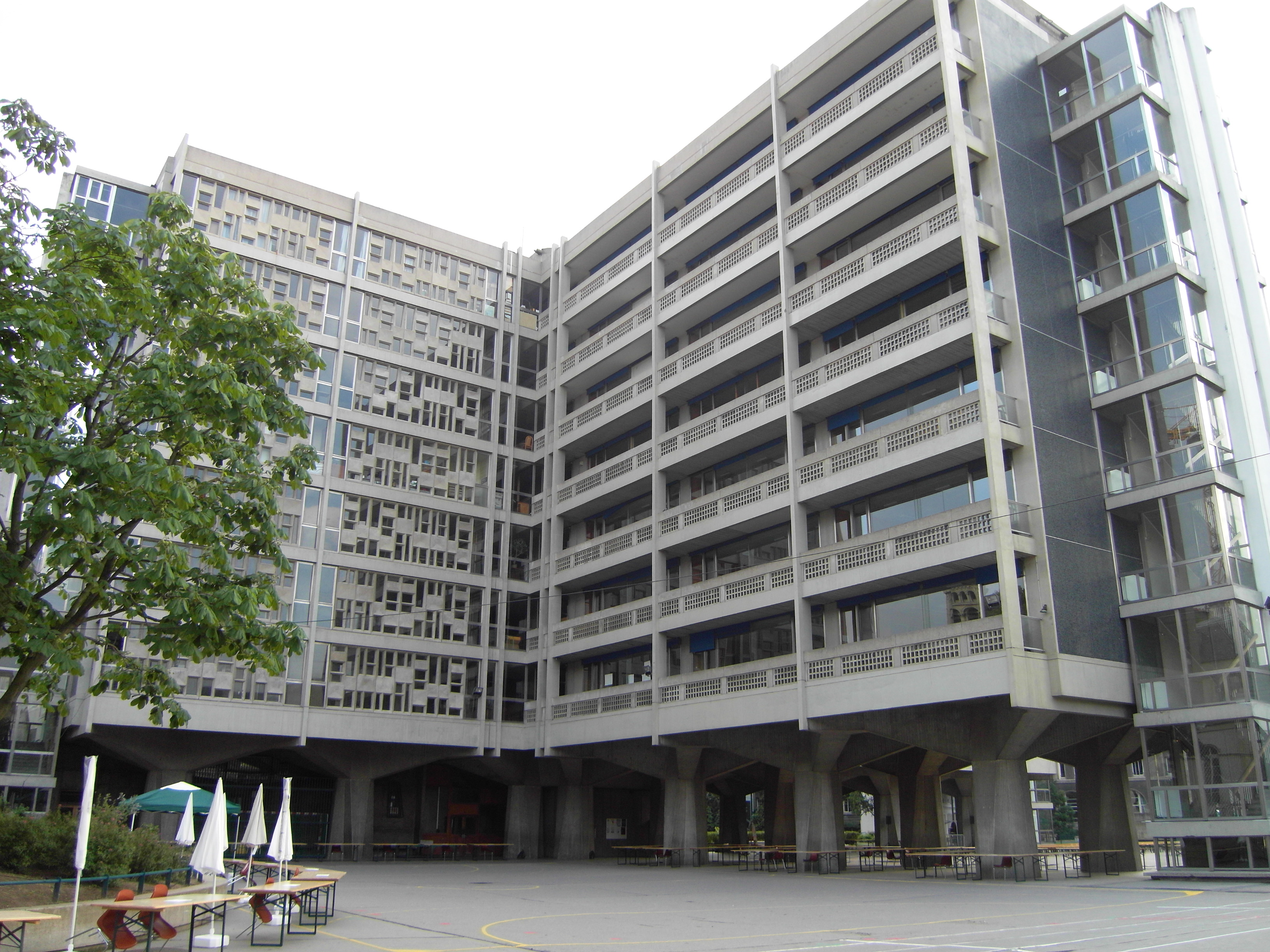
Bâtiment Ninféi du collège Stanislas à Paris, construit en 1967.

- Construction de l'église Sainte-Odile de Paris de 1935 à 1946[2] et réalisation du retable de l'église[2].
- Construction du Centre social de Châteauroux en 1936-1941.
- Construction de l'internat du lycée de jeunes filles, rue de Vauvert, à Bourges, construit de 1950 à 1952. Bâtiment inscrit MH le 28 juin 2001[3].
- Construction de l'internat du lycée Pierre-et-Marie-Curie de Châteauroux en 1954-1958.
- Reconstruction du collège d'enseignement technique Blaise-Pascal de Châteauroux en 1958-1965.
- Reconstruction du Lycée Louis-Bascan de Rambouillet en 1959-1960.
- Construction du Centre universitaire Albert-Chatelet, à Paris, rue Jean-Calvin, en 1962-1963.
- Reconstruction du Collège Stanislas de 1964 à 1969, à l'initiative du père Roger Ninféi[réf. souhaitée], notamment le bâtiment en croix sur pilotis qui porte le nom de ce dernier (Bâtiment Ninféi).Il est aussi à l'origine du Bâtiment Méjecaze.